# Thiescourt
Thiescourt ist eine französische Gemeinde mit 749 Einwohnern (Stand 1. Januar 2022) im Département Oise in der Region Hauts-de-France (vor 2016 Picardie). Sie gehört zum Arrondissement Compiègne und zum Kanton Thourotte (bis 2015 Lassigny). Die Einwohner werden Thiescourtois genannt.

## Geographie
Thiescourt liegt etwa 21 Kilometer nordnordöstlich von Compiègne. An der nordöstlichen Gemeindegrenze verläuft das Flüsschen Divette, in das hier der Zufluss Broyette einmündet. Umgeben wird Thiescourt von den Nachbargemeinden Dives im Norden, Cuy im Nordosten, Évricourt im Osten und Nordosten, Cannectancourt im Osten und Südosten, Élincourt-Sainte-Marguerite im Süden und Südwesten, Mareuil-la-Motte im Westen und Südwesten sowie Plessis-de-Roye im Westen und Nordwesten.

## Bevölkerungsentwicklung
| Jahr      | 1962 | 1968 | 1975 | 1982 | 1990 | 1999 | 2006 | 2013 |
| Einwohner | 434  | 424  | 401  | 438  | 536  | 608  | 721  | 758  |

## Sehenswürdigkeiten
Siehe auch: Liste der Monuments historiques in Thiescourt
- Kirche L’Assomption de la Vierge
- Kapelle Saint-Albin
- Französischer Nationalfriedhof
- Deutscher Soldatenfriedhof